# 卡拉奇尼夫
49°52′11″N 23°50′8″E / 49.86972°N 23.83556°E
卡拉奇尼夫（烏克蘭語：Карачинів），是烏克蘭的村落，位於該國西部利沃夫州，由亞沃里夫區負責管轄，始建於1240年，面積1.6平方公里，海拔高度288米，人口515，人口密度每平方公里321.07人。